# زهره طباطبایی
زهره طباطبایی (انگلیسی: Zohreh Tabatabai) دیپلمات ایرانی و هماهنگ‌کنندهٔ امور بین‌الملل و تجارت جهانی است. 
وی رئیس «کانون تمرکز زنان برای سیستم سازمان ملل» و از سال ۲۰۰۲ تا ۲۰۱۰ میلادی مدیر و مشاور ارتباطات برای کابینهٔ دبیر کل سازمان بین‌المللی کار (ILO) در ژنو بود. وی بعد از دوران خدمت خود در این سازمان، گروه «کینسه پارتنرز» را بنیان نهاد که کارش پرداختن به ارتباطات و روابط عمومی است.
زهره طباطبایی به نمایندگی از بسیاری از سازمان‌های مردم‌نهاد و مؤسسه‌های غیرانتفاعی و سازمان‌های خیریه که به حقوق بشر و تقویت حضور زنان می‌پردازد، سخنرانی یا فعالیت داشته است. وی یکی از اعضای کارزار «قاچاق انسان را همین حالا خاتمه دهید»  (EHTN) است که در سال ۲۰۰۶ بنیان نهاده شد.
وی در ایران به مدت ۱۰ سال در وزارت امور خارجه کار کرده بود و پس از آن در سال ۱۹۸۰ میلادی به سازمان ملل متحد پیوست و پست‌های کلیدی و مهمی را طی ۲۰ سال خدمتش در آنجا بر عهده داشت و ۸۵ کارمند را هدایت و مدیریت می کرد. وی مدیر هماهنگ‌کننده پنجاهمین جشن سالگرد تأسیس سازمان ملل متحد بود که در نیویورک برگزار شد. در این مقام، او تدابیر راهبردی جدیدی در زمینهٔ همکاری‌های بخش خصوصی و دولتی، طرح‌ریزی و تدوین کرد و با بیش از ۱۰۰ رئیس کشور هماهنگی و هم‌آرایی نمود.
او با تجربه و مهارت‌هایی که در زمینهٔ شبکه‌سازی و برقراری ارتباط به‌دست آورده است، اینک تلاش دارد تا توانایی رهبری را در زنان، در همهٔ عرصه‌های هنر، سرگرمی، علم، تکنولوژی، امور مالی و حکومت ایجاد نموده و شکوفا سازد.